# Ambernac
Ambernac é uma comuna francesa na região administrativa da Nova Aquitânia, no departamento de Charente. Estende-se por uma área de 30,05 km². Em 2010 a comuna tinha 380 habitantes (densidade: 12,6 hab./km²).